# Obourg
Obourg is een dorp in de Belgische provincie Henegouwen, en een deelgemeente van de Waalse stad Bergen. Obourg was een zelfstandige gemeente tot aan de gemeentelijke herindeling van 1971.

## Bezienswaardigheden
- De Sint-Martinuskerk (Église Saint-Martin) is een neoclassicistisch kerkgebouw van 1841 met een gotische toren van 1547 met een spits van 1590.
- De Sint-Machariuskapel (Chapelle Saint-Macaire) werd in 1616 opgericht nadat een epidemie, dank zij de komst van relikwieën van Macharius, tot een einde kwam. Het is een bedevaartsoord.

## Natuur en landschap
Obourg ligt aan de Hene en aan de Obrecheuil, een zijrivier. De hoogte aan de kerk bedraagt 47 meter.

## Economie
Obourg is bekend om zijn cementfabriek (Cimenteries d'Obourg) en destijds ook voor het verbouwen van tabak. De cementfabriek startte in 1911 en kent enkele grootschalige steengroeven deels onder water en kunstmatige meren vormend. 

## Demografische ontwikkeling
- Bronnen:NIS, Opm:1831 tot en met 1970=volkstellingen
- 1970: Aanhechting van Saint-Denis in 1964

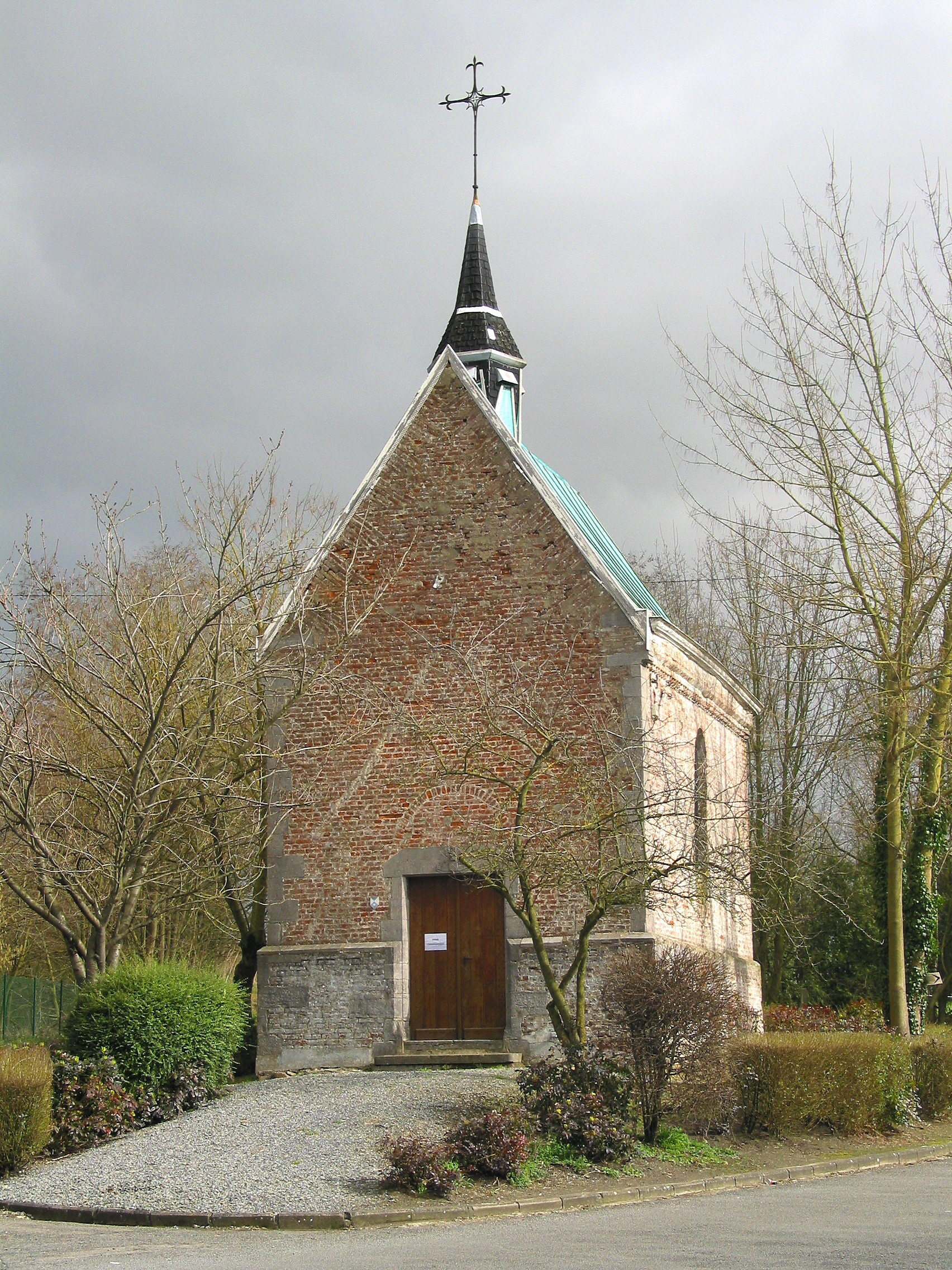
Kapel Sint-Macaire (1616).
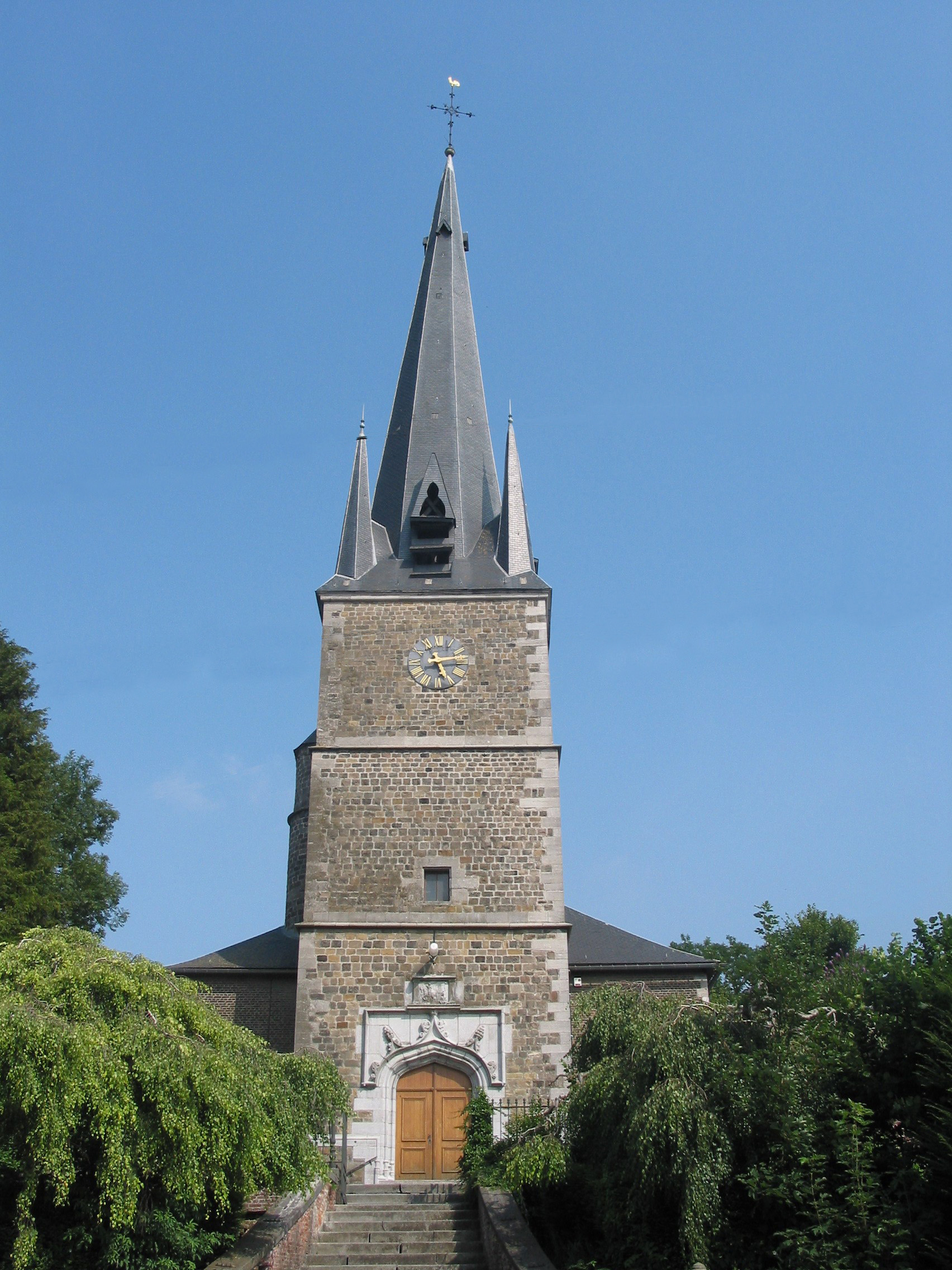
Sint-Martinuskerk.

## Nabijgelegen kernen
Ghislage, Saint-Denis, Maisières, Saint-Symphorien, Bergen